# Nueva Cádiz

Karte der Insel Cubagua mit Nueva Cádiz im Nordosten

Nueva Cádiz war eine der ersten spanischen Städte in Amerika, heute sind die Überreste eine nationale Gedenkstätte Venezuelas.
Der Ort liegt in einer Bucht an der nordöstlichen Küste der Insel Cubagua. Diese Insel liegt 16 km vor dem Festland und südlich der größeren Isla Margarita.

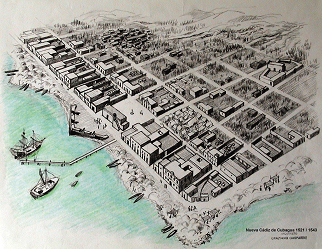
Skizze von Nueva Cádiz

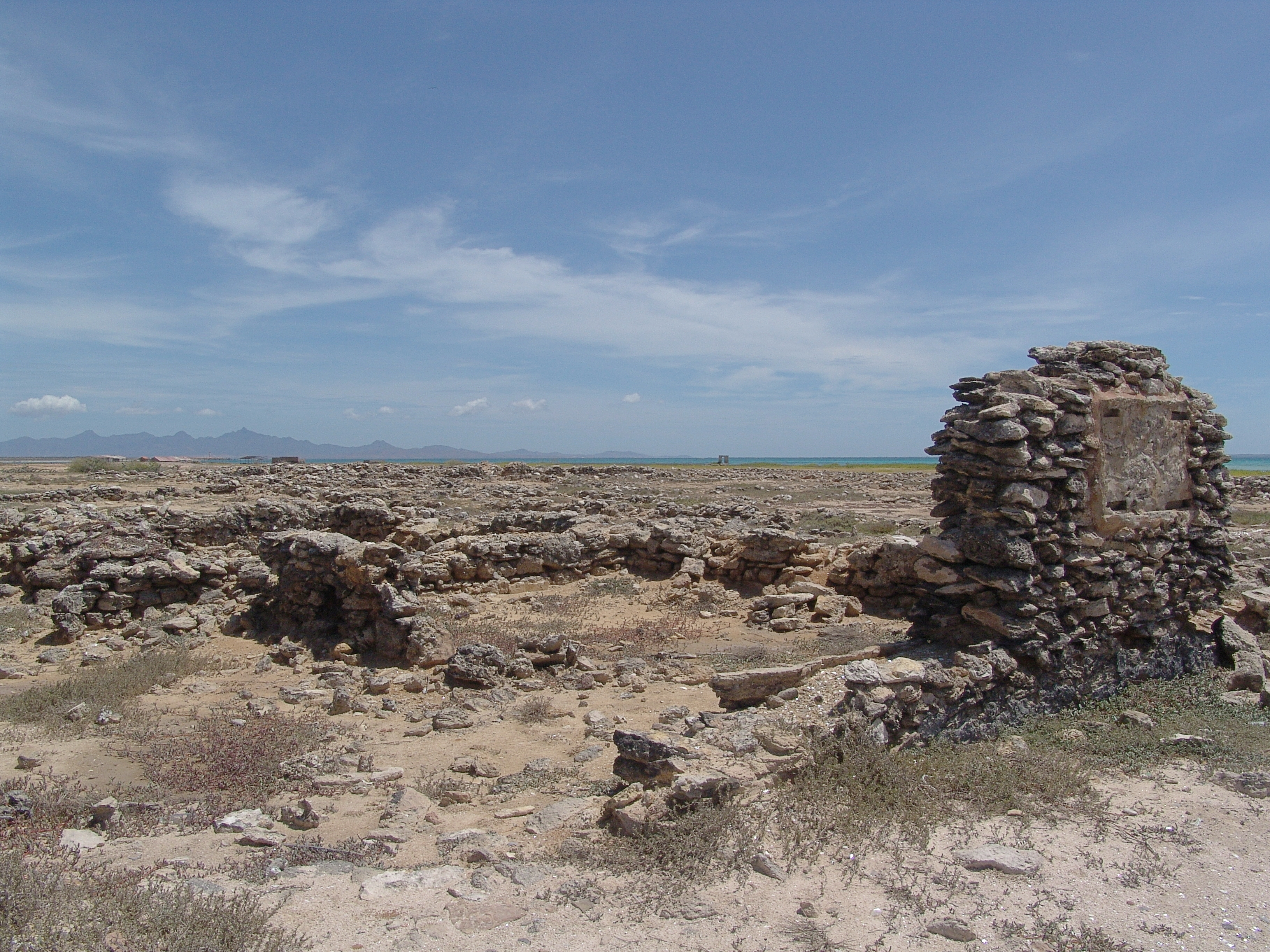
Ruinen von Nueva Cádiz

1498 erreichte Christoph Columbus die Insel, die schon seit alten Zeiten für ihre Austernbänke und ihren Reichtum an Perlen berühmt war. Bereits 1500 errichteten spanische Perlensucher ein Lager, das sie Santiago de Cubagua nannten. Viele von den Spaniern versklavte Indianer ließen bei der Perlensucherei unter unmenschlichen Arbeitsbedingungen ihr Leben.
Cristóbal Guerra errichtete hier 1526/28 die Stadt „La Villa de la Nueva Cádiz“ als erste spanische Stadt in Venezuela und eine der ersten in Amerika. Der Ort wurde zum Synonym für die Unterdrückung durch die hispanischen  Conquistadores in Südamerika.
Ab 1531 erschöpften sich die Perlenvorkommen, in den folgenden Jahren gewann die Fischerei an Bedeutung.
Die Stadt hatte eine Bevölkerung von 1000 bis 1500 erreicht, als sie 1541 durch ein Erdbeben bzw. die folgende Flutwelle zerstört wurde.
Seit 1979 sind die Ruinen als Nationales Monument von Venezuela geschützt.
Koordinaten: 10° 49′ N, 64° 10′ W